# Wahlkreis Schmalkalden-Meiningen II
Der Wahlkreis Schmalkalden-Meiningen II (Wahlkreis 13) ist ein Landtagswahlkreis in Thüringen.
Er umfasst den nördlichen Teil des Landkreises Schmalkalden-Meiningen mit den Gemeinden Breitungen/Werra, Brotterode-Trusetal, Fambach, Floh-Seligenthal, Rosa, Roßdorf, Schmalkalden und Steinbach-Hallenberg.

## Landtagswahl 2024
Bei der Landtagswahl wurde Jan Abicht im Wahlkreis direkt gewählt.
Die weiteren Ergebnisse:
| Gegenstand der Nachweisung | Gegenstand der Nachweisung | Erst- stimmen | Erst- stimmen | Zweit- stimmen | Zweit- stimmen |
| Bewerber                   | Partei                     | Anzahl        | %             | Anzahl         | %              |
| -------------------------- | -------------------------- | ------------- | ------------- | -------------- | -------------- |
| Wahlberechtigte            | Wahlberechtigte            | 38.529        | 38.529        | 38.529         | 38.529         |
| Wähler                     | Wähler                     | 27.744        | 27.744        | 27.744         | 72,0           |
| Ungültige Stimmen          | Ungültige Stimmen          | 443           |               | 188            |                |
| Gültige Stimmen            | Gültige Stimmen            | 27.301        |               | 27.556         |                |
| davon                      |                            |               |               |                |                |
| Ronald Hande               | DIE LINKE                  | 3.445         | 12,6          | 3.117          | 11,3           |
| Jan Abicht                 | AfD                        | 10.867        | 39,8          | 9.880          | 35,9           |
| Stefan Tanneberger         | CDU                        | 7.641         | 28,0          | 5.866          | 21,3           |
| Carsten Feller             | SPD                        | 2.703         | 9,9           | 1.641          | 6,0            |
|                            | GRÜNE                      |               |               | 437            | 1,6            |
| Stefanie Gorzize           | FDP                        | 353           | 1,3           | 437            | 1,6            |
|                            | TIERSCHUTZ hier!           |               |               | 278            | 1,0            |
|                            | ÖDP / Familie ..           | 52            | 0,2           |                |                |
|                            | PIRATEN                    | 98            | 0,4           |                |                |
|                            | MLPD                       | 22            | 0,1           |                |                |
|                            | BÜNDNIS DEUTSCHLAND        | 127           | 0,5           |                |                |
|                            | BSW                        | 4.899         | 17,8          |                |                |
|                            | FAMILIE                    | 119           | 0,4           |                |                |
| Monique Avemarg            | FREIE WÄHLER               | 2.292         | 8,4           | 521            | 1,9            |
|                            | WU                         |               |               | 109            | 0,4            |

## Landtagswahl 2019
Die Landtagswahl fand am 27. Oktober 2019 statt. 
| Direktkandidat         | Partei                         | Wahlkreisstimmen in % | Landesstimmen in % |
| ---------------------- | ------------------------------ | --------------------- | ------------------ |
| Christina Liebetrau    | CDU                            | 22,8                  | 22,2               |
| Ronald Hande           | DIE LINKE                      | 19,6                  | 30,4               |
| Frank Ullrich          | SPD                            | 23,4                  | 10,1               |
| René Aust              | AfD                            | 24,2                  | 24,4               |
| Mario Urbach           | GRÜNE                          | 4,0                   | 3,6                |
| –                      | NPD                            | –                     | 0,5                |
| Gerald Ullrich         | FDP                            | 6,0                   | 4,6                |
| –                      | PIRATEN                        | –                     | 0,4                |
| –                      | Die PARTEI                     | –                     | 1,0                |
| –                      | KPD                            | –                     | 0,1                |
| –                      | TIERSCHUTZ hier!               | –                     | 1,0                |
| –                      | BGE                            | –                     | 0,1                |
| –                      | DIE DIREKTE!                   | –                     | 0,2                |
| –                      | Blaue #Team Petry Thüringen    | –                     | 0,1                |
| –                      | Graue Panther                  | –                     | 0,5                |
| –                      | MLPD                           | –                     | 0,3                |
| –                      | ÖDP                            | –                     | 0,3                |
| –                      | Gesundheitsforschung           | –                     | 0,4                |
| Christopher Sengfelder | Internationalistisches Bündnis | 0,1                   | –                  |

## Landtagswahl 2014
Die Landtagswahl in Thüringen 2014 erbrachte folgendes Wahlkreisergebnis:
| Name                              | Partei    | Anteil der Erststimmen |
| --------------------------------- | --------- | ---------------------- |
| Christina Liebetrau               | CDU       | 42,0 %                 |
| Ronald Hande                      | DIE LINKE | 26,5 %                 |
| Stephan Danz                      | SPD       | 17,3 %                 |
| Andreas Kunze                     | NPD       | 6,1 %                  |
| Eckhard Simon                     | GRÜNE     | 5,6 %                  |
| Jan Schrenke                      | PIRATEN   | 2,5 %                  |
| Wahlberechtigte: 44.072 Einwohner |           |                        |
| Wahlbeteiligung: 52,2 %           |           |                        |

## Landtagswahl 2009
Bei der Landtagswahl in Thüringen 2009 traten folgende Kandidaten an:
| Name                              | Partei                 | Anteil der Erststimmen |
| --------------------------------- | ---------------------- | ---------------------- |
| Jens Goebel                       | CDU                    | 24,7 %                 |
| Manfred Hellmann                  | Die Linke              | 27,6 %                 |
| Claudia Scheerschmidt             | SPD                    | 18,0 %                 |
| Alexander Keiner                  | Bündnis 90/Die Grünen  | 3,4 %                  |
| Lutz Recknagel                    | FDP                    | 8,7 %                  |
| Ronny Römhild                     | Freie Wähler Thüringen | 13,2 %                 |
| Hendrik Tilmann Heller            | NPD                    | 4,5 %                  |
| Wahlberechtigte: 48.999 Einwohner |                        |                        |
| Wahlbeteiligung: 54,8 %           |                        |                        |

## Landtagswahl 2004
Bei der Landtagswahl in Thüringen 2004 traten folgende Kandidaten an:
| Name                              | Partei | Anteil der Erststimmen |
| --------------------------------- | ------ | ---------------------- |
| Jens Goebel                       | CDU    | 37,5 %                 |
| Karl Koch                         | PDS    | 37,0 %                 |
| Mario Heyer                       | SPD    | 16,5 %                 |
| Lutz Recknagel                    | FDP    | 9,0 %                  |
| Wahlberechtigte: 50.499 Einwohner |        |                        |
| Wahlbeteiligung: 58,7 %           |        |                        |

## Landtagswahl 1999
Bei der Landtagswahl in Thüringen 1999 traten folgende Kandidaten an:
| Name                              | Partei | Anteil der Erststimmen |
| --------------------------------- | ------ | ---------------------- |
| Jens Goebel                       | CDU    | 53,6 %                 |
| Peter Hammen                      | SPD    | 20,8 %                 |
| Karl Koch                         | PDS    | 19,7 %                 |
| Beate Bach                        | GRÜNE  | 1,9 %                  |
| Roswitha Koch                     | REP    | 1,8 %                  |
| Peter Wolf                        | FDP    | 2,2 %                  |
| Wahlberechtigte: 50.854 Einwohner |        |                        |
| Wahlbeteiligung: 60,5 %           |        |                        |

## Bisherige Abgeordnete
Direkt gewählte Abgeordnete des Wahlkreises Schmalkalden-Meiningen II waren:
| Jahr | Name                | Partei    | Anteil der Erststimmen |
| ---- | ------------------- | --------- | ---------------------- |
| 2019 | René Aust           | AFD       | 24,2 %                 |
| 2014 | Christina Liebetrau | CDU       | 42,0 %                 |
| 2009 | Manfred Hellmann    | Die Linke | 27,6 %                 |
| 2004 | Jens Goebel         | CDU       | 37,5 %                 |
| 1999 | Jens Goebel         | CDU       | 53,6 %                 |
| 1994 | Andreas Trautvetter | CDU       | 50,1 %                 |